# Засечная стража
Засечная стража имела своей задачей охрану засек и заповедных лесов в России и отражение от них неприятеля. Для пополнения ее обыкновенно брали по 1 человеку с 20 дворов, с пищалями, топорами и кирками; от казны же отпускалось по 2 ф. пороху и такое же количество свинцу. При Иоанне Грозном численность ее доходила до 25 тыс. всадников. Впоследствии часть засечной стражи обращена в состав Украинской и Закамской ландмилиции. С уничтожением заповедных лесов и засек Засечная стража была упразднена, причем часть ее приписана к удельным крестьянам, а другая образовала особое сословие, которое впоследствии вошло в состав государственных крестьян.
В Тульских засеках указом Петра Первого впервые в России была учреждена лесная стража, состоящая из офицеров, капралов и рядовых, впервые назначены лесничие для правильного ведения лесного хозяйства, с учетом рубок леса для нужд тульских оружейных заводов. Лесная стража в казённых и корабельных лесах выполняла функции, аналогичные функциям современных лесников. Её состав был в основном сформирован из «служилых людей» упраздненной засечной стражи.

## Должности и звания засечной стражи
Для охраны засек в Московском государстве существовали засечные воеводы и головы, которым подчинялись засечные приказчики и сторожа. Каждый уезд составлял отдельную часть стражи и находился в ведении засечного головы. При смене сторожей старые ручались за новых. Главное начальство над засеками вверялось засечным воеводам.
Так же, как и пушкари, стрельцы и городовые казаки засечная стража считалась служилыми людьми «по прибору» и получала от казны денежное, пороховое и соляное жалование.
Местное население также несло повинность обороны засек. За отдельными звеньями засек смотрели местные крестьяне — «окольные люди». В тревожное время дозорщики собирали ополчение — с 20 дворов (а в иное время — с 3 и 5, смотря по расстоянию) по одному ратнику с пищалью, топором и киркой. От казны же им отпускалось по 2 фунта пороха и столько же свинца.
В мирное время засечная стража подчинялись Пушкарскому приказу, где велись дозорные книги, в военное — воеводе того Разряда, на территории которого располагалась засечная черта (Белгородского, Воронежского, Сибирского и т. д.). С конца XVII века засечной стражей управлял Пушкарский стол Рейтарского приказа.

### Засечный приписной сторож (дозорщик)
Военная должность, возникшая в ходе сооружения Большой засечной черты в 1521—1566 гг. В ведении таких сторожей, назначавшихся из местных зажиточных крестьян, находились отдельные прясла (звенья) участков, на которые делились засеки. Каждому приписному сторожу поручалось для наблюдения 1 прясло (звено) засечного участка, то есть пограничная полоса длиной в несколько сотен метров. В мирное время приписной сторож следил за степью, чтобы вовремя узнать о появлении врагов, и препятствовал местным жителям растаскивать из засечных укреплений срубленные деревья на хозяйственные нужды.
При нападении же кочевников засечный приписной сторож выполнял функции десятника или капрала, собирая под своей командой небольшую группу местных крестьян для защиты вверенного прясла пограничной черты.
Подчинялись засечные приписные сторожа тому засечному поместному сторожу, в чей участок входили их прясла.

### Засечный поместный сторож (ездовой сторож)
Военная должность, возникшая в ходе сооружения Большой засечной черты в 1521—1566 гг. В ведении таких сторожей, назначавшихся из местных городовых дворян и детей боярских, поручались отдельные участки тех или иных засек, обычно полосы длиной в несколько километров. Поместные сторожа подчинялись засечному голове и засечному приказчику той засеки, в которую входили их участки, а сами руководили засечными приписными сторожами, ведавшими отдельными звеньями их участков.
В мирное время засечные поместные сторожа регулярно объезжали свой участок (полосу), ведя наблюдение за границей и охраняя заповедную черту и леса от потрав и разрушений со стороны местного населения. При угрозе же нападения кочевников каждый засечный поместный сторож возглавлял оборону своего участка, собирая под своей командой до сотни и более бойцов, в основном мобилизованных по разнарядке местных крестьян.
По служебному старшинству должность засечного поместного сторожа примерно соответствовала званию сотника у стрельцов и городовых казаков, а также IX—XII классу позднейшей Петровской «Табели о рангах», то есть её занимали лица, имевшие позднее чины от поручика до капитана.

### Засечный приказчик
Военная должность, возникшая в ходе сооружения Большой засечной черты в 1521—1566 гг, введенная затем и на других засеках. Засечный приказчик являлся ближайшим помощником и заместителем засечного головы, а иногда самостоятельным начальником небольшой засеки — участка укрепленной пограничной линии длиной в несколько десятков километров (обычно — ворота с прилегающей территорией). Назначался из местных городовых дворян или городовых детей боярских и имел под своим началом до несколько сотен бойцов. В подчинении у засечного приказчика находилось несколько засечных поместных сторожей, охранявших со своими отрядами отдельные участки данной засеки и постоянный гарнизон острога при воротах. При нападении кочевников засечный приказчик обычно руководил обороной засечных ворот.
По служебной иерархии должность засечного приказчика примерно соответствовала званию есаула у городовых казаков, а также VIII классу «Табели о рангах», то есть её обычно занимали лица, имевшие позднее чин майора.

### Засечный голова
Военная должность на Засечных чертах Русского государства с начала XVI по начало XVIII века. Засечный голова командовал отрядами пограничной засечной стражи, охранявшими от набегов татар и других кочевников определенные участки засечной черты — засеки, находящиеся на территории какого-либо уезда. Назначался обычно из выборных или дворовых детей боярских. В подчинении у каждого засечного головы находились засечные приказчики и несколько сотен рядовых — засечных сторожей, набиравшихся из местных крестьян. Сами же засечные головы подчинялись засечным воеводам.
В случае опасности они собирали окрестных людей, дрались с неприятелем и даже ходили в поход.
По рангу засечный голова примерно соответствовал VI—VII классам «Табели о рангах» или званиям подполковника или полковника.

### Засечный воевода
Военная должность на Засечных чертах Русского государства с начала XVI по начало XVIII века. Засечный воевода командовал всей засечной чертой. Назначался только из знатных бояр.
По рангу засечный воевода примерно соответствовал IV классу «Табели о рангах» или званию генерала от фортификации.
В начале XVIII столетия в связи с затиханием набегов кочевников и перенесением границы далеко на юг засечные черты утратили свое значение и постепенно упразднились, а вместе с ними исчезла и засечная стража.;;;;;.